# Guarea megacostata
Guarea megacostata är en tvåhjärtbladig växtart som beskrevs av Terence Dale Pennington. Guarea megacostata ingår i släktet Guarea och familjen Meliaceae. Inga underarter finns listade i Catalogue of Life.